# Nobutaka Tanaka
Nobutaka Tanaka (田中 信孝 Tanaka Nobutaka?), född 10 juni 1971 i Saitama prefektur, är en japansk tidigare fotbollsspelare.
Tanaka började sin karriär 1994 i Kashiwa Reysol. 1996 flyttade han till Brummel Sendai. Han avslutade karriären 1997.